# Citroën C1
O Citroën C1 é um modelo citadino produzido pela Citroën. O C1 é o resultado da parceria entre o grupo PSA (Peugeot e Citroën) e a Toyota, que ficou conhecida por B-Zero. Cada uma das marcas comercializa o seu próprio modelo: o C1 da Citroën, o 107 da Peugeot (posteriormente chamado de 108) e o Aygo da Toyota. Os dois modelos da PSA diferenciam-se pelo para-choques dianteiro e luzes traseiras. Apesar do modelo da Toyota possuir as maiores diferenças, são inegáveis as semelhanças entre os três modelos. Este simpático modelo citadino com 3,43m de comprimento foi desenhado por Donato Coco. Os três modelos provêm da nova fábrica da TCPA (Toyota Peugeot Citroën Automobile) instalada na Cidade de Koln na República Checa. O projeto foi apresentado pela primeira vez em 2005 no Salão Automóvel Internacional de Genebra. Este citadino tem 4 lugares e está disponível em versões de 3 e 5 portas. Este modelo apresenta três características pouco habituais para automóveis deste segmento: uma excelente habitabilidade, uma bagageira que pode atingir os 751 litros e a classificação de 4 estrelas nos testes de segurança Euro NCAP. Uma característica exclusiva do C1 e do 107 da versão de 5 portas é a sua configuração traseira que dispensa o recurso do pilar C.

## Motorização
O C1 é oferecido em duas motorizações:
- Gasolina, 1.0L de 68 cv - 4,6 l/100 Km
- Diesel, 1.4 HDi de 54 cv - 4,1 l/ 100 Km

Principais equipamentos:
- 4 Airbags
- Rádio e leitor de CD
- Fecho centralizado com comando PLIP
- Bancos traseiros rebatíveis
- ABS
- Direção assistida variável (opcional)
- Ajuda ao estacionamento (opcional)

## Rodas e pneus
O tipo de pneu usado pelo C1 é 155 65 R14 75 T. 

## Citroën C1 Enterprise
O mais comercial dos pequenos utilitários, torna o transporte de mercadorias dentro das localidades fácil e eficaz. As suas pequenas dimensões exteriores potenciam a facilidade de estacionamento e de circulação nas grandes cidades.

## Galeria
- Primeira geração (2005-14)
- Segunda geração (2014-presente)